# Biturbo
Biturbo of twin-turbo (Niet te verwarren met Twin-scroll) wordt een verbrandingsmotor genoemd als die voorzien is van twee turbo's. De reden om twee turbo's in plaats van één turbo te gebruiken kan verschillende voordelen hebben zoals meer vermogen of het tegengaan van een "turbogat". Er zijn twee verschillende soorten biturbo, parallel geplaatste of sequentieel geplaatste turbo's.

## Werking

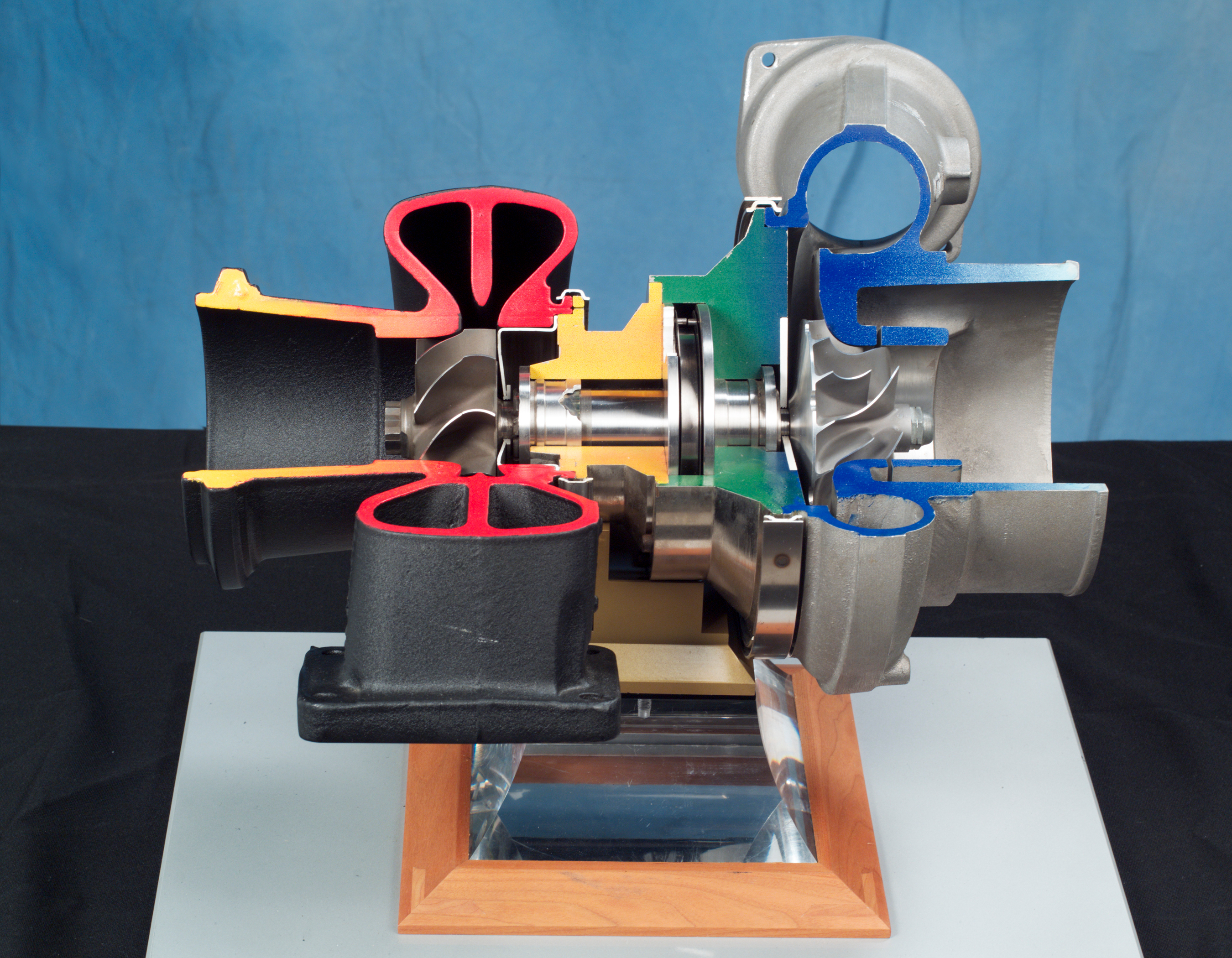
Turbocharger cutaway.

Bij verbrandingsmotoren worden turbo's gebruikt om de hoeveelheid lucht in de cilinders te vergroten en daarmee ook het vermogen. Deze turbo's worden aangedreven door een kleine turbine die de energie van de uitlaatgassen gebruikt. De uitlaatgasturbo bestaat uit twee stromingsmachines: een turbinewiel en een compressor, die op een gemeenschappelijke as zijn gemonteerd. De turbine benut de in de uitlaatgassen aanwezig energie voor de aandrijving van de compressor die verse lucht aanzuigt en gecomprimeerde lucht in de cilinder (verbrandingskamer) perst. De turbo is stromingstechnisch met de motor verbonden. Zijn toerental hangt niet af van het motortoerental maar van het debiet uitlaatgassen. Een turbo werkt over het algemeen niet in de lage toerentallen aangezien er dan weinig druk kan worden opgebouwd.

## Parallel
Parallel geplaatste turbo's worden vaak alleen gebruikt bij een V-motor, hierbij heeft elke cilinderbank een eigen turbo. De turbo's zijn even groot en leveren dezelfde druk zodat elke cilinderbank optimaal voorzien is van drukvulling. De turbo's kunnen aan weerszijden van de motor geplaatst zijn of tussen de cilinderbanken in. Tegenwoordig wordt de laatste manier steeds vaker toegepast omdat dit de motor compacter maakt. Het in- en uitlaatsysteem is dan omgedraaid waardoor het uitlaatsysteem aan de binnenzijde zit in plaats van de gebruikelijke buitenzijde van de motor. Een goed voorbeeld hier van is de biturbo V8-motor in de BMW X6 en de F10 M5. De klassieke plaatsing is aan de buitenzijde van de motor waar normaal het uitlaatspruitstuk zit. Voorbeelden hiervan zijn de eerste generatie Audi RS4, Audi RS6, de Nissan 300ZX en de Maserati Bi-turbo reeks
Maar ook bij een lijnmotor kunnen twee gelijke turbo's gebruikt worden, meestal zijn dit dan zescilindermotoren, bijvoorbeeld de N54 twin-turbo zes-in-lijn van BMW, de T6-motor uit de Volvo S80 en XC90 en Nissan's (Skyline) GT-R. Bij deze motoren voorziet elke turbo dus drie cilinders van drukvulling.

## Sequentieel

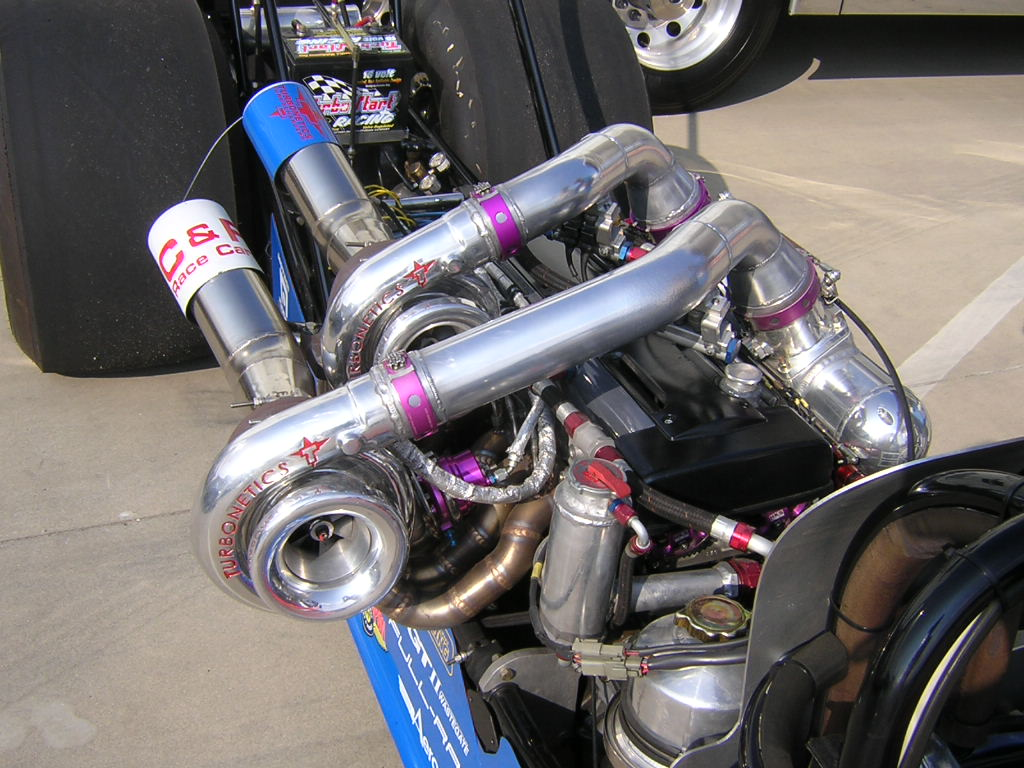
Biturbo-motor in een dragster, in dit geval een Toyota 2JZ-GTE uit een Supra MKIV

Sequentieel geplaatste turbo's zijn twee turbo's van verschillend formaat op dezelfde motor. De kleine turbo wordt actief bij lage toerentallen, de grote turbo bij hoge toerentallen. Een dubbele turbo dus voor zowel drukverhoging bij lage toerentallen als bij hoge toerentallen. De manier wordt vaak bij een lijnmotoren toegepast waar de turbo's dan geschakeld zijn.
Het voordeel van sequentieel geplaatste turbo's is dat het fenomeen "turbogat" in de kiem gesmoord wordt. Een turbogat houdt in dat de turbo enige tijd nodig heeft om op toeren te komen vanwege de inertie van de turbines, zodat het effect bij intrappen van het gaspedaal pas na enige tijd optreedt. Eenmaal over dit keerpunt heen zal een auto met turbo veel sneller accelereren dan een auto zonder turbo. Daarom worden in moderne auto's ook wel twee turbo's sequentieel geplaatst, een voor lage toerentallen en een voor hogere toerentallen. De kleine turbo werkt bij lage toerentallen doordat hij een klein massatraagheidsmoment heeft waardoor het schoepenwiel snel op gang komt. De grote turbo gaat pas bij hogere toerentallen werken en neemt het geleidelijk over van de kleine turbo. De grote turbo heeft ook een hoger piekvermogen dan de kleine. Hierdoor wordt het turbogat aanzienlijk verkleind, maar helemaal verdwijnt het nooit.
Daarentegen brengt dit systeem ook nadelen met zich mee, doordat dit systeem zeer veel complexiteit met zich meeneemt maakt dit zich meer kwetsbaar voor storingen en defecten dan een parallel turbo systeem. Dit systeem is daardoor ook duurder en lastiger om te onderhouden.
De eigenschappen van twee turbo's van verschillende formaat:
- Kleine turbo: die werkt bij een gering debiet uitlaatgassen en produceert een goed direct beschikbaar koppel bij lage toerentallen.

- Grote turbo: die werkt bij een hoog debiet uitlaatgassen en produceert een hoog beschikbaar koppel bij hoge toerentallen. Als de grotere turbo in actie komt, wordt een groter piekvermogen bij hoge toerentallen geproduceerd.

Deze opstelling zorgt voor meer vermogen zowel in de lage als de hoge toerentallen. Een goed voorbeeld van dit type biturbo zijn de JDM Subaru Legacy 2.0 Twin Turbo, de Porsche 911 Turbo en de Toyota Supra MKIV.